# Distrikt Jequetepeque
Der Distrikt Jequetepeque liegt in der Provinz Pacasmayo in der Region La Libertad in Nordwest-Peru. Er besitzt eine Fläche von 50,98 km². Beim Zensus 2017 wurden 4136 Einwohner gezählt. Im Jahr 1993 lag die Einwohnerzahl bei 2881, im Jahr 2007 bei 3457. Der Distrikt wurde am 21. Juni 1825 gegründet. Verwaltungssitz ist die gleichnamige 20 m hoch gelegene Kleinstadt Jequetepeque. Daneben gibt es im Distrikt noch die Kleinstadt Huascar. Entlang dem Flusslauf wird bewässerte Landwirtschaft betrieben. Im Süden des Distrikts herrscht Wüstenvegetation. Südlich der Flussmündung des Río Jequetepeque befindet sich die archäologische Fundstätte Huaca Dos Cabezas aus der Moche-Kultur (650 n. Chr. aufgegeben).

## Geographische Lage
Der Distrikt Jequetepeque liegt an der Pazifikküste südlich der Mündung des Río Jequetepeque. Der Distrikt hat einen 6,5 km langen Küstenabschnitt. Der Río Jequetepeque bildet die nördliche Distriktgrenze. Der Distrikt Jequetepeque grenzt im Norden an den Distrikt Guadalupe, im Osten an den Distrikt San José sowie im Südosten und Süden an den Distrikt Pacasmayo.